# Juanita Millender-McDonald
Juanita Millender-McDonald, född 7 september 1938 i Birmingham, Alabama, död 22 april 2007 i Carson, Kalifornien, var en amerikansk demokratisk politiker. Hon representerade delstaten Kaliforniens 37:e distrikt i USA:s representanthus från 1996 fram till sin död.
Millender-McDonald studerade vid University of Redlands, California State University och University of Southern California. Hon deltog i demokraternas partikonvent 1984, 1992 och 2000.
Hon blev invald i representanthuset i ett fyllnadsval och tillträdde som kongressledamot 26 mars 1996. Hon omvaldes sex gånger. Hon avled i koloncancer.
Millender-McDonald var baptist. Hennes grav finns på begravningsplatsen Forest Lawn Memorial Park i Long Beach, Kalifornien.